# Деветата порта
„Деветата порта“ (The Ninth Gate) е мистериозен хорър/трилър от 1999 г. на режисьора Роман Полански по романа на Артуро Перес-Реверте „El club Dumas“ (буквално „Клубът Дюма“, издаден през 2000 г. на български като „Деветата порта“).
Главната роля на антикварния търговец на книги Дийн Корсо се изпълнява от Джони Деп. Корсо е нает от известен библиофил и демонолог Борис Болкан (в ролята Франк Лангела), да установи автентичността на ръкописа от 17 век „Деветте порти на кралството на сенките“.
В Северна Америка филмът не среща достатъчно радушен прием, в сравнение със свръхестествения трилър на Полански, „Бебето на Розмари“. В световен мащаб реализира приход от над 58,4 млн. долара, при бюджет от 38 млн. долара.